# Complex d'Electra

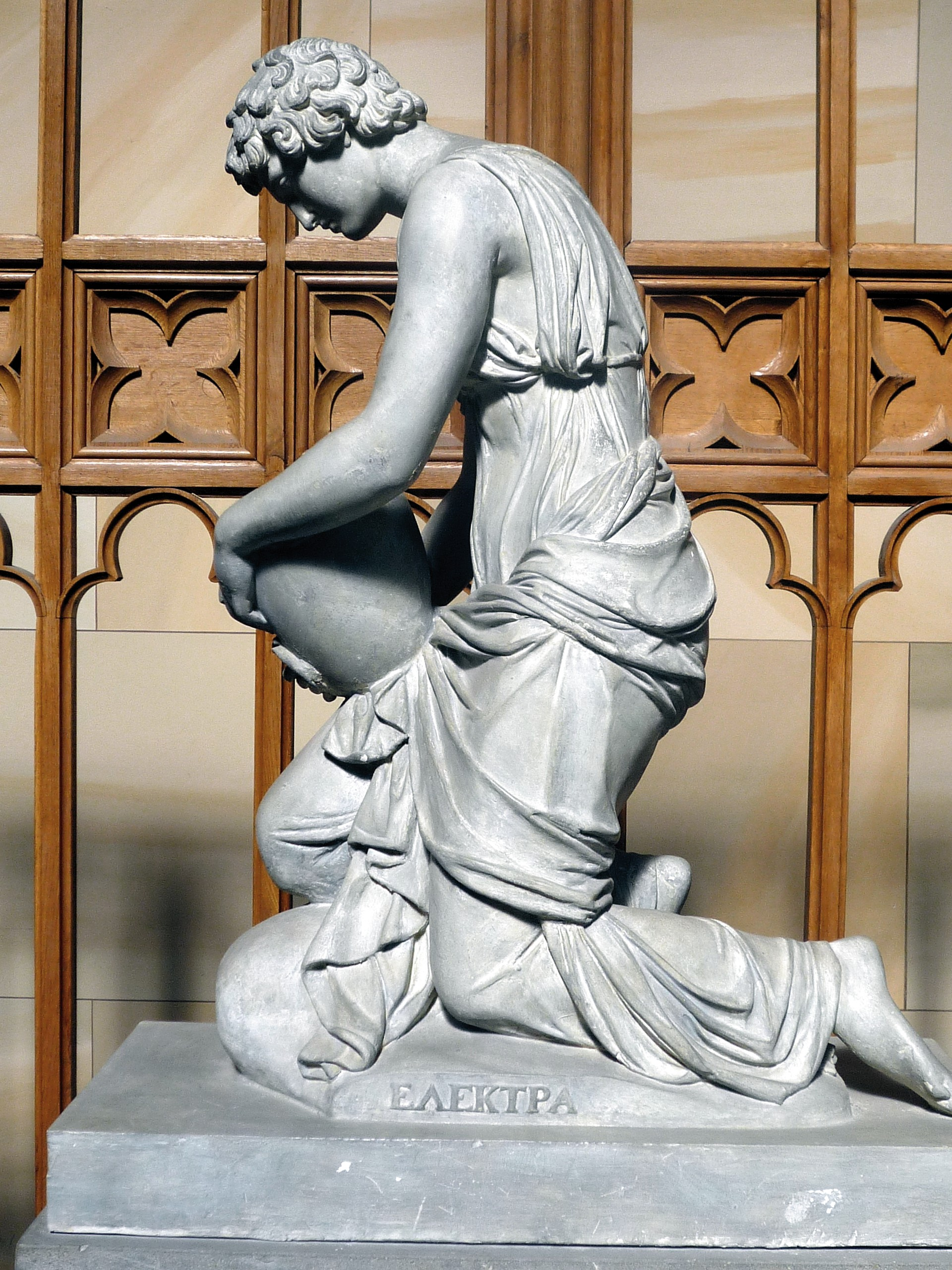
Electra

Complex d'Electra és el terme proposat per Jung a principis del segle xx per a designar la contrapartida femenina del complex d'Èdip. Consisteix en una fixació afectiva de la nena en la figura del pare.
El complex d'Electra és un concepte psiquiàtric ambigu que procura explicar la maduració de la femella humana. El Complex d'Electra és alguna cosa molt comuna entre la majoria de les nenes en algun moment de la infància encara que, en algunes ocasions, va més enllà. Aquesta fixació afectiva o enamorament cap al pare pot generar una situació de rivalitat amb la mare.
Se suposa que és una dinàmica normal en el desenvolupament de les petites, que pot observar-se a partir dels 3 anys, però que en un termini de dos anys se sol resoldre de manera natural. Al contrari que en els nens, aquesta circumstància és menys clara i passa més desapercebuda, ja que les nenes tenen un vincle molt estret amb les mares, el que els dificulta mantenir la competitivitat amb aquesta. En les manifestacions millor resoltes es produïx una predilecció de la nena cap al seu progenitor.

## Origen
Segons la mitologia grega, Electra, filla d'Agamèmnon (rei de Micenes) i Clitemnestra, va venjar al seu pare, que va ser assassinat per Egist, amant de Clitemnestra. Electra va animar al seu germà Orestes perquè assassinés a la seva mare i a Egist, assassins del pare d'ambdós. Al final Orestes assassina a la mare i l'amant i finalment, Electra, es posa a ballar frenèticament, celebrant la venjança acomplerta, fins a caure morta davant dels presents.
el complex Electra deriva del personatge mitològic grec Electra, que va planejar una venjança matricida amb Orestes, el seu germà, contra Clitemnestra, la seva mare, i Egist, el seu padrastre, pel seu assassinat d'Agamèmnon. el seu pare (cf. Electra, de Sòfocles).[

## Psicoanàlisi moderna
En la psicoanàlisi neofreudiana, el complex Electra, tal com va proposar Carl Jung a la seva Teoria de la psicoanàlisi, és la competència psicosexual d'una nena amb la seva mare per la possessió del seu pare. En el transcurs del seu desenvolupament psicosexual, el complex és la fase fàl·lica de la noia. L'experiència anàloga d'un nen és el complex d'Èdip. El complex d'Electra es produeix en la tercera etapa -fàl·lica (entre 3 i 6 anys)- de les cinc etapes de desenvolupament psicosexual: oral, anal, fàl·lica, latent i genital, en què la font del plaer de la libido es troba en una altra forma zona erògena del cos del nadó.